# Tuol Sleng
O Museu do Genocídio  Tuol Sleng é um museu em Phnom Penh, capital do Camboja. No passado, o lugar era a escola secundária Tuol Svay Prey. Durante o regime de Pol Pot, o colégio foi transformado na Unidade de Aprisionamento e Interrogatório S-21, ou Tuol Sleng, que em khmer significa “Montanha das Árvores Venenosas”.

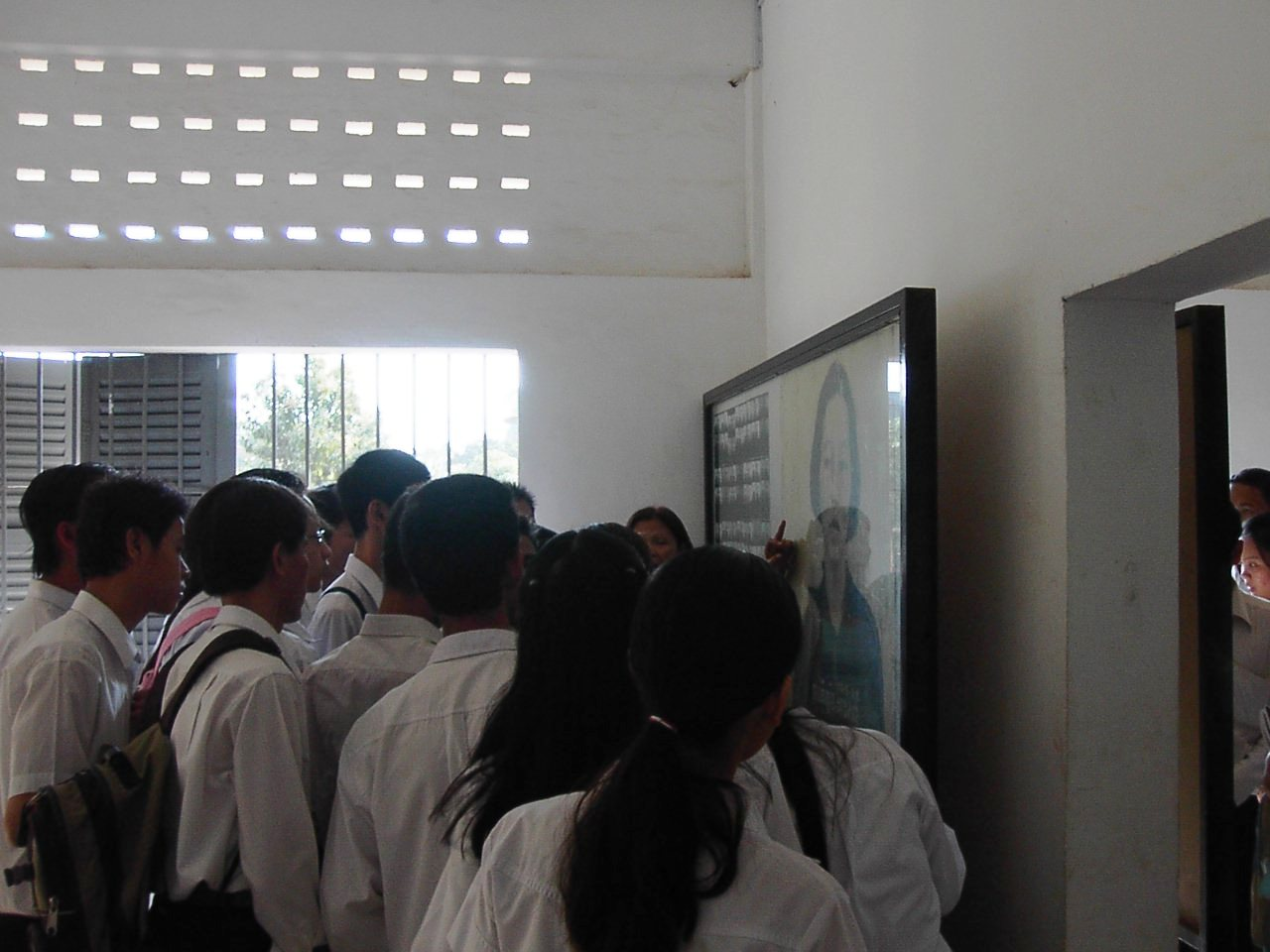
Estudantes em visita ao museu.

## História

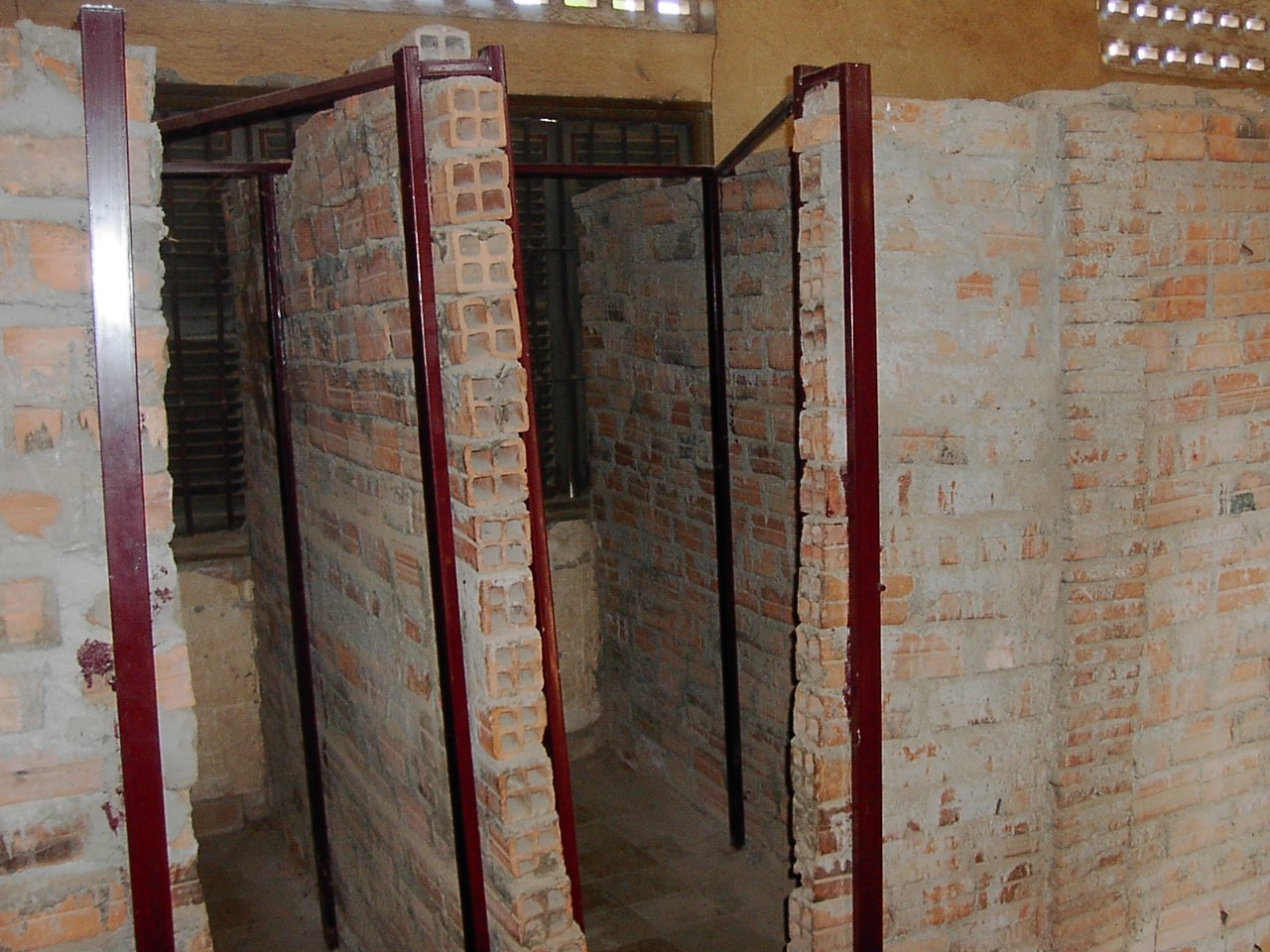
Algumas salas de aula foram divididas em minúsculas baias rudimentares, que serviam como celas individuais.

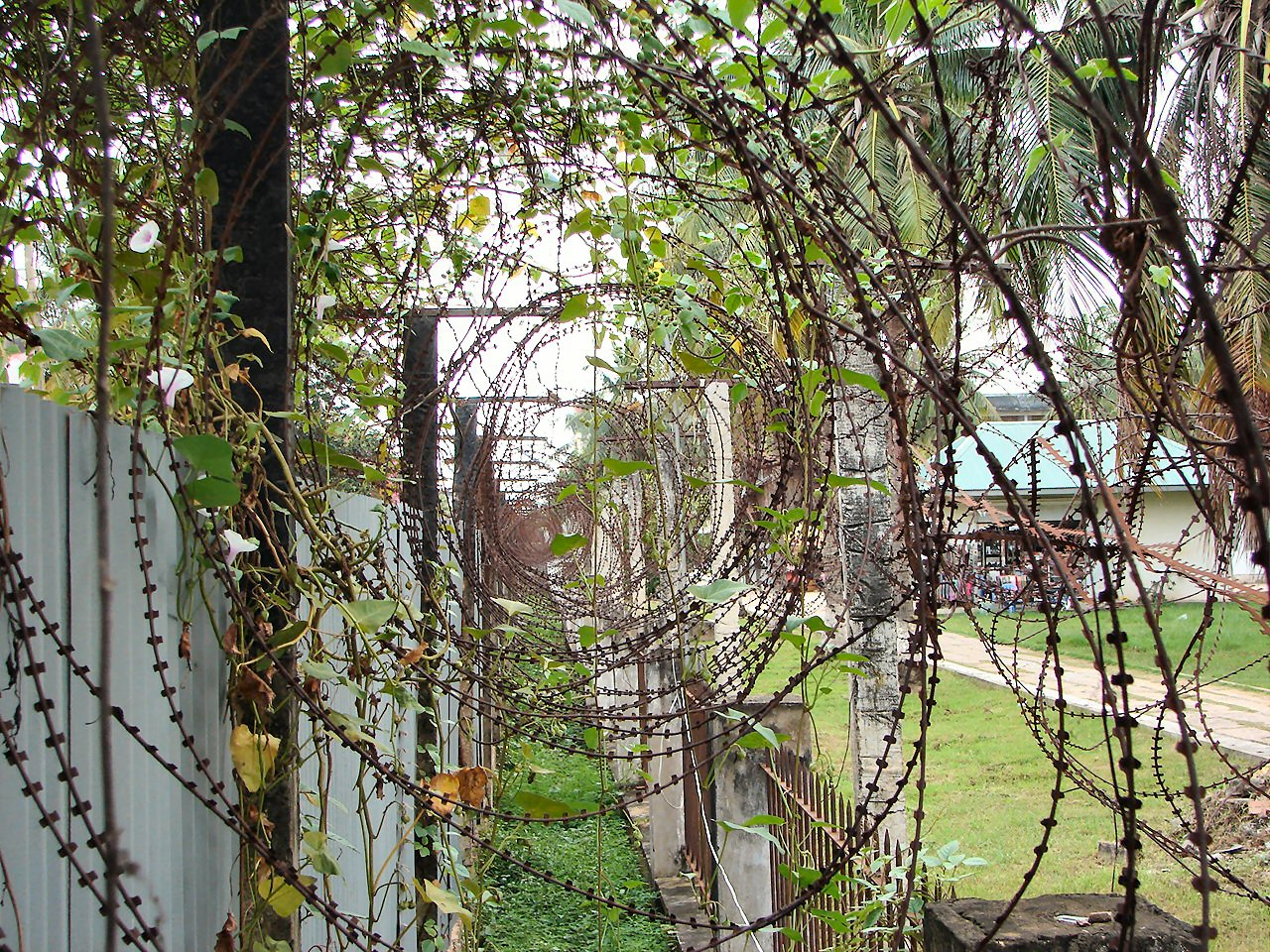
As cercas de arame farpado colocadas por oficiais do Khmer Rouge em 1975 ainda permanecem no local.

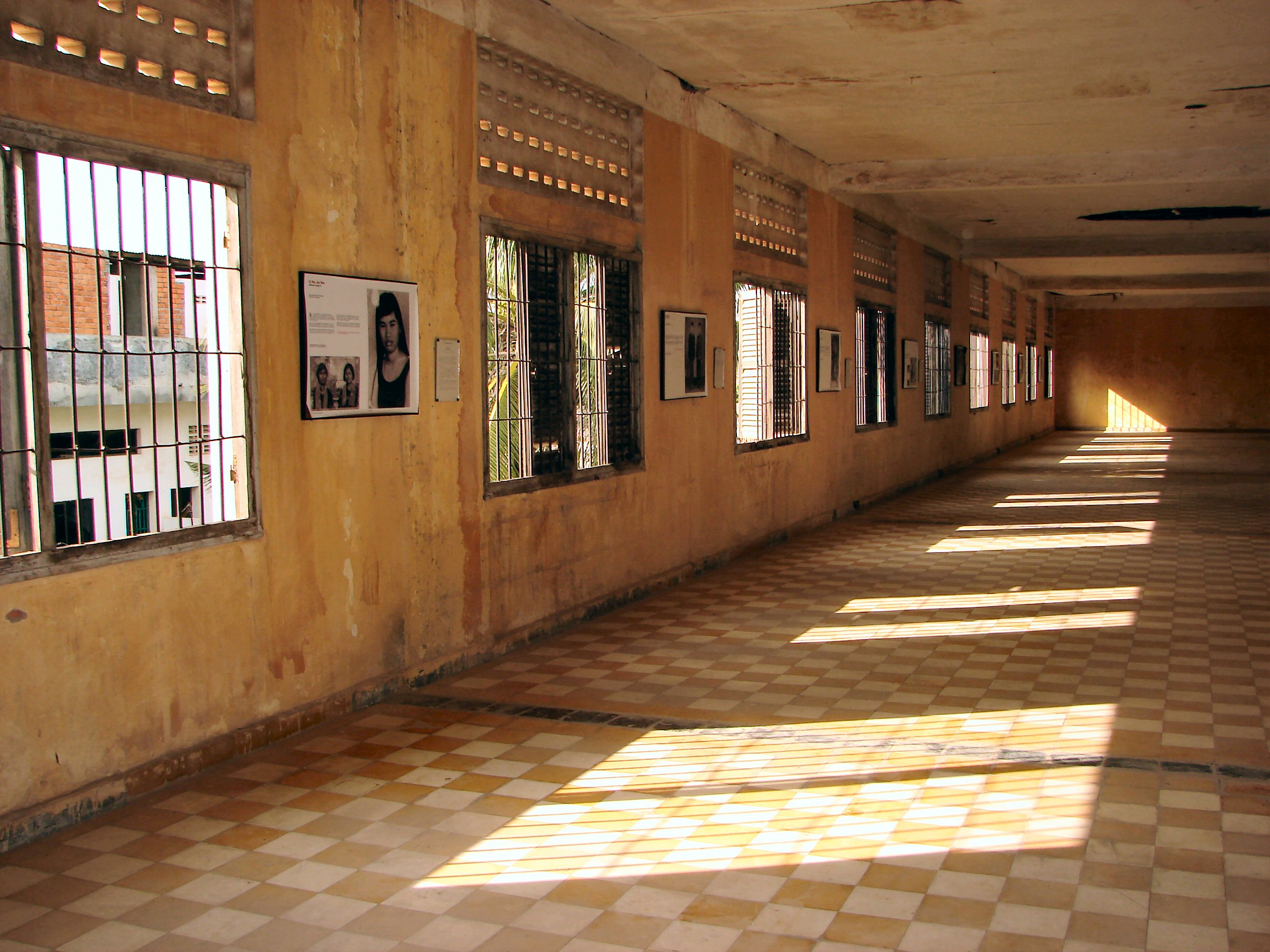
Interior do Centro de interrogatório, onde atualmente funciona o Museu do Genocídio Tuol Sleng.

Outrora  a escola secundária Tuol Svay Prey, nomeada em homenagem a um ancestral do rei Norodom Sihanouk, os cinco edifícios do complexo foram transformados, em Agosto de 1975, quatro meses após o Khmer Vermelho haver vencido a guerra civil, em um centro de prisão e interrogatório. O lugar recebeu o nome de Tuol Sleng, e o Khmer Vermelho logo começou as construções para que o antigo colégio pudesse começar a receber os internos: o perímetro foi fechado com cercas de arame farpado eletrificado, nas salas de aula foram erguidas minúsculas celas individuais rudimentarmente construídas e as janelas foram fechadas com barras de ferro e arame farpado.

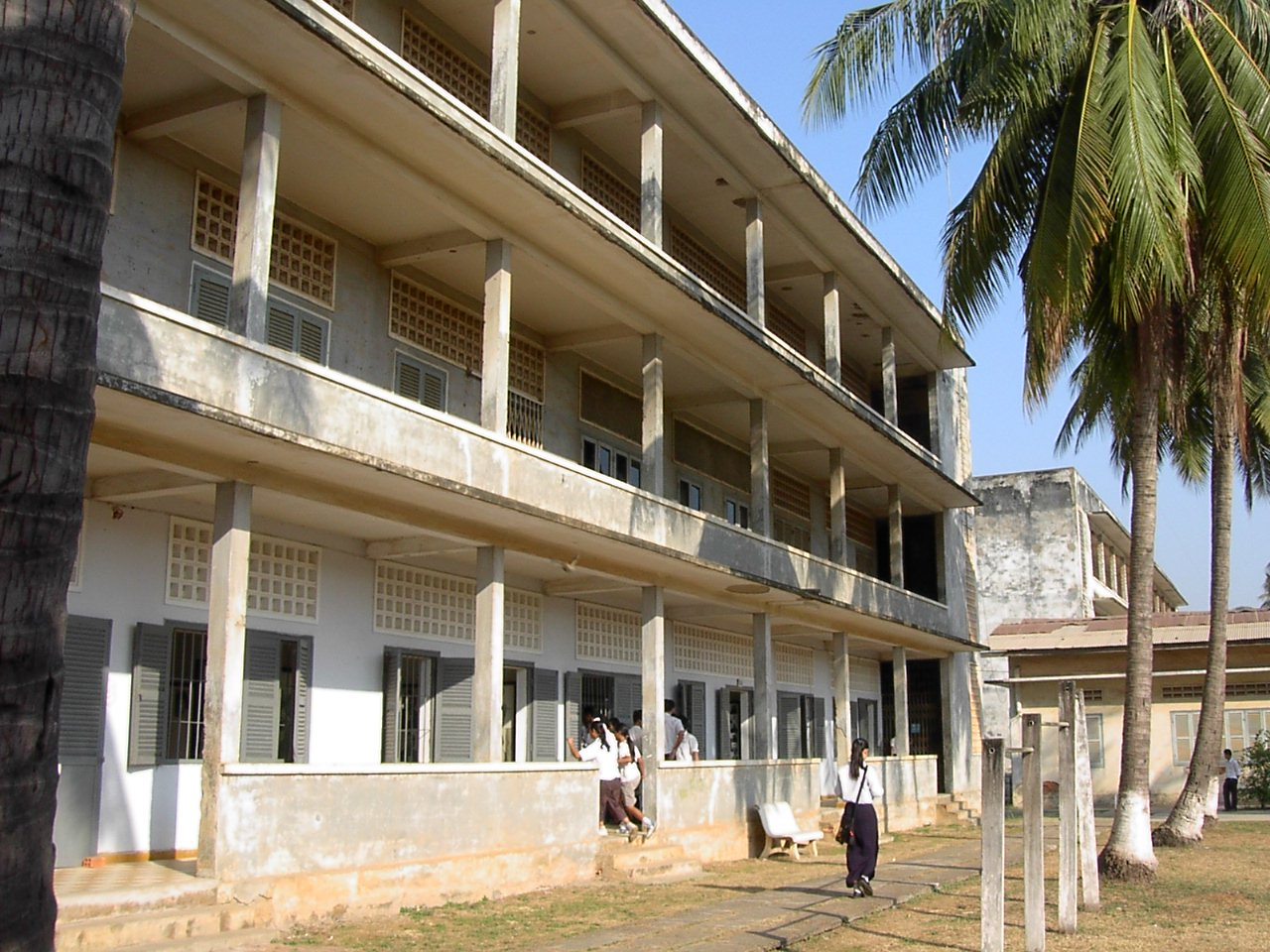
Fotografia do exterior do Centro de Interrogatório e Aprisionamento Tuol Sleng, em Phnom Penh, Camboja

As estimativas de pessoas aprisionadas para interrogatório e tortura entre 1975 e 1979 variam de 17,000 a 24,000, das quais apenas doze pessoas sobreviveram. Em qualquer período durante o reinado de terror do Khmer Rouge  a prisão continha  um número médio que variava entre 1,000 e 1,500 prisioneiros. Os internos foram repetidamente torturados e coagidos a se confessarem como “espiões” ou “conspiradores” ou mesmo a nomear parentes e amigos como tal, que por sua vez, eram também presos, torturados e mortos em nome do regime. Nos primeiros meses de existência da S-21, a maioria das vitimas eram trabalhadores do regime de Lon Nol e pessoas com algum nível de educação formal, o que incluía soldados, professores, médicos, oficiais do governo, burocratas, engenheiros, comerciantes, funcionários públicos e até mesmo monges budistas e professores de escolas primárias. Nos últimos meses de existência do regime ultramaoísta , a paranóia do regime começou a se virar contra membros do próprio partido, fazendo com que milhares de membros de todos os escalões do Khmer Vermelho fossem trazidos juntamente com suas famílias para serem interrogados, e, em seguida exterminados. . Dentre esses, se incluem alguns dos membros e oficiais do “Angkar” (“organização” em khmer, maneira a qual o partido era referido algumas vezes) do mais alto escalão como, por exemplo Khoy Thoun, Vorn Vet e Hu Nim. Apesar da acusação oficial contra esses homens ter sido “espionagem”, eles podem ter sido presos pelo fato de Pol Pot vê-los como líderes potenciais de um golpe de estado contra ele. As famílias dos prisioneiros foram muitas vezes trazidas para serem interrogadas e em seguida exterminadas em massa no Centro de Execuções Choeung Ek.
Apesar da ampla maioria das vítimas ser de origem Khmer, o total de aprisionados também incluía estrangeiros, como australianos, neozelandeses, britânicos, americanos, franceses, indianos, paquistaneses, laocianos, tailandeses, e, principalmente Vietnameitas étnicos, por quem Pol Pot e outros oficiais do Khmer Vermelho alimentavam um ódio ferrenho.
No momento da entrada do Khmer Rouge no poder, a maioria dos não-cambojanos foi evacuada ou deportada para seus países de origem e aqueles que permaneceram foram vistos pelo partido como um risco iminente à segurança nacional. Um considerável número de estrangeiros ocidentais passou por Tuol Sleng entre Abril de 1975 e Dezembro de 1978. a maioria desses foi pega no mar pela guarda costeira do Khmer Rouge. Eles incluíam quatro americanos, três franceses, um britânico e um neozelandês. Um dos últimos prisioneiros a morrer foi o americano Michael Scott Deeds, que foi capturado com seu amigo Chris DeLance enquanto navegavam rumo ao Havaí partindo de Singapura.
Em 1979, a prisão foi descoberta pela ofensiva militar vietnamita. Em 1980, a prisão foi aberta como um museu histórico mostrando ao mundo as atrocidades cometidas pelo regime ultramaoísta de Pol Pot. O museu está aberto à visitação pública, e recebe uma média de 500 visitantes todos os dias.

### Vida na prisão
Ao chegar na prisão, os prisioneiros eram fotografados e era exigido que fizessem uma biografia detalhada de suas vidas, começando por sua infância e terminando por sua prisão. Feito isso, eram forçados a retirarem suas roupas íntimas e seus bens eram confiscados, e então, os prisioneiros eram levados a suas celas. Aqueles levados a celas menores (as baias individuais) eram algemados às paredes ou ao chão de concreto. Os prisioneiros levados às celas maiores (coletivas) eram algemados a longas barras de aço. Os prisioneiros dormiam no chão, pois não havia colchões, redes ou cobertores no presídio.
O dia na prisão começava às 4:30 da manhã, quando os prisioneiros eram evacuados de suas celas para inspeção. Os guardas checavam se as algemas estavam frouxas ou se havia algum objeto escondido que pudesse ser usado pelos prisioneiros para que se cometesse suicídio. Ao passar dos anos, muitos prisioneiros tiveram sucesso em suas tentativas de suicídio, então os guardas passaram a ser mais minuciosos ao verificar folgas em correntes e ao procurar objetos em celas.
A prisão possuía regras extremamente rígidas, e brutais espancamentos eram aplicados como punição a todo e qualquer prisioneiro que as infligisse. Praticamente todas as ações tomadas pelos internos deveria ser aprovada pelos monitores. As humilhações eram cruéis e freqüentes: não raros eram os casos em que prisioneiros eram forçados a comer fezes e beber a urina de outros prisioneiros. As condições sub-humanas e a falta de higiene freqüentemente causava doenças cutâneas como exantema (febre eruptiva), piolhos, dermatofitose e outras doenças. As unidades médicas da prisão eram despreparadas e orientadas para limitarem-se a manter os internos vivos até o término dos interrogatórios. Quando os prisioneiros eram levados de um lugar a outro para interrogatório, seus rostos eram cobertos por capuzes pretos para que não vissem o caminho percorrido, e, assim, evitar uma possível rota de fuga. Não era permitido que guardas e prisioneiros conversassem. Além do mais, dentro da prisão, as pessoas que estavam em diferentes grupos não eram autorizadas a ter contato umas com as outras. .

### Tortura e extermínio

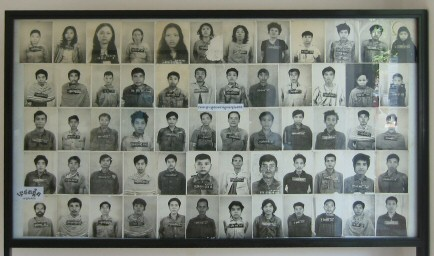
mais fotos

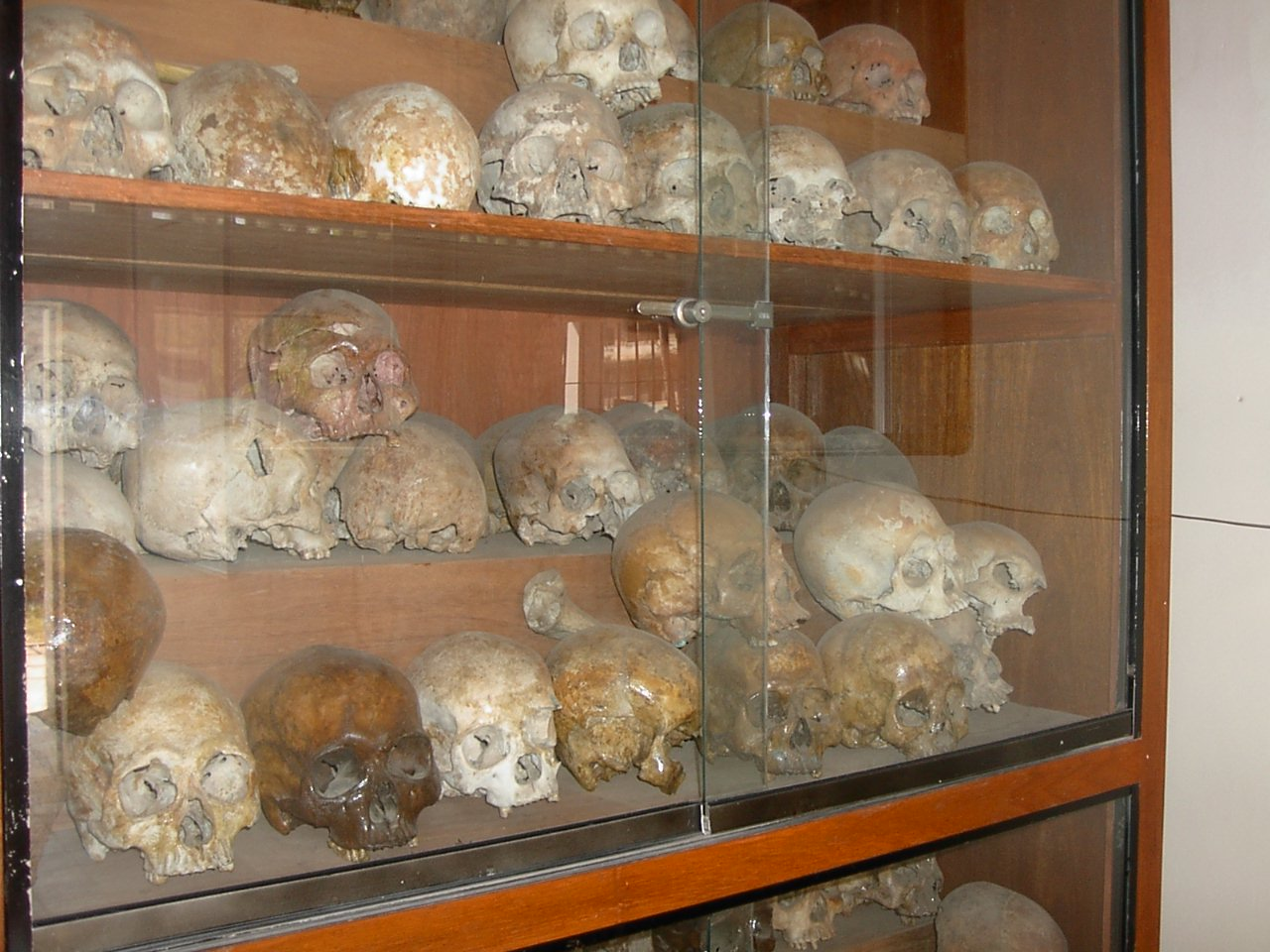
Prateleiras contendo ossos humanos

A maioria dos internos da S-21 eram mantidos por lá durante 2 ou 3 meses. Entretanto, muitos oficiais de alta patente do Khmer Rouge eram mantidos por mais tempo. Dentro de dois ou três dias após serem levados a S-21, todos os prisioneiros eram conduzidos ao interrogatório. O sistema de tortura em Tuol Sleng foi projetado para fazer com que os internos confessassem quaisquer crimes de que fossem acusados pelo “partido”. Os prisioneiros eram rotineiramente agredidos e submetidos a tortura com choques elétricos, instrumentos de metal incandescentes e sufocamento com sacos plásticos. Métodos amplamente utilizados para obter confissões incluíam o uso de afogamento simulado, remoção de unhas do prisioneiro com despejamento de álcool sobre a ferida, e a remoção da pele de algumas partes do corpo (com as vítimas ainda vivas). Mulheres algumas vezes eram estupradas por guardas e tinham suas genitálias mutiladas e seus seios amputados. Apesar da maioria dos prisioneiros terem morrido devido a esse tipo de abuso, os oficiais não eram encorajados a matá-los, já que o Khmer Vermelho precisava de suas confissões.
Nas suas confissões, os prisioneiros eram obrigados a descrever sua história de vida pessoal. Se fossem membros do partido, deveriam descrever suas funções dentro da Angkar. Depois deveriam  relatar seus supostos atos de traição em ordem cronológica. O terceiro passo da confissão descrevia a transcrição das supostas conversações e dos planos frustrados de traição. Por último, o traidor nomearia uma série de outros supostos traidores, que poderiam incluir seus amigos, colegas, família e conhecidos. Algumas dessas “listas” continham mais de 100 nomes. As pessoas cujos nomes constavam nessas listas eram, na maioria das vezes trazidas para interrogatório.
Uma confissão comum seria transcrita em muitas páginas , nas quais o prisioneiro intercalaria eventos reais de sua vida com relatos imaginários de suas atividades de “espionagem” para a KGB ou para o governo vietnamita. A confissão do oficial Hu Nim terminou com as palavras “Eu não sou um ser humano... eu sou um animal”. Um jovem inglês chamado John Dawson Dewhirst, preso em Agosto de 1978, relatou que entrou para a CIA aos 12 anos de idade, após seu pai receber uma propina considerável de um colega de trabalho, também agente. A tortura física era combinada com privações de sono e descaso deliberado dos prisioneiros por parte dos guardas. Os objetos e técnicas utilizados para tortura física e psicológica são exibidos no Museu Tuol Sleng. Praticamente todos os prisioneiros eram inocentes das acusações e todas as suas confissões foram produzidas por tortura.
No primeiro ano de existência da S-21, os cadáveres eram enterrados nas proximidades da prisão. Nos anos seguintes, entretanto, os oficiais acabaram por ficar sem espaço físico para enterrar os cadáveres, então, os prisioneiros e suas famílias passaram a ser levados ao Centro de Extermínio Choeung Ek, cerca de quinze quilômetros de Phnom Penh. Lá, eles eram mortos com bastões, barras de ferro, machados, terçados, moto-serras,  e muitas outras armas brancas. Após as execuções, as vítimas eram enterradas pelos soldados em sepulturas coletivas que comportavam de 6 a 100 corpos simultaneamente.

### Os Sobreviventes de Tuol Sleng
De um número estimado de 17,000 pessoas aprisionadas em Tuol Sleng, tem-se notícia de apenas doze pessoas que sobreviveram.  Desses, apenas quatro se encontram ainda vivos: Vann Nath, Chum Mey, Bou Meng e Chim Math, a única mulher entre os sobreviventes. Os três homens foram mantidos vivos porque eles tinham habilidades que os oficiais julgavam ser úteis para o partido. Vann Nath era um artista habilidoso e foi indicado para pintar retratos de Pol Pot. Muitas das suas pinturas são exibidas no Museu do Genocídio Tuol Sleng. Bou Meng, cuja esposa foi morta na prisão também é um artista. Chum Mey foi mantido vivo por razão de sua perícia em maquinaria. Chim Math foi mantida em Tuol Sleng por 2 semanas e transferida para a unidade prisional de Prey Sar. Ela pode ter sido poupada pelo fato de ser oriunda do distrito de Stoeung, em Kampong Thom, local de nascimento de Kang Kek Iev, o “Camarada Duch”. Ela foi reconhecida também pelo seu sotaque interiorano durante os interrogatórios.

### Quadro de Funcionários  da S-21
A prisão tinha um total de 1,720 funcionários. Desses, aproximadamente 300 eram oficiais, mão de obra interna, e interrogadores. Os outros 1,420 eram mão de obra geral, o que incluía, por exemplo, pessoas que plantavam comida para os funcionários e internos.  Muitos desses trabalhadores eram crianças e adolescentes retirados de suas famílias. O chefe da prisão era Kang Kek Iev, conhecido como Duch, um ex-professor de matemática que mantinha um relacionamento próximo com o líder do Khmer Vermelho, Pol Pot. Outras figuras importantes em Tuol Sleng incluíam Khim Vat (chefe de pessoal da S-21), Peng (chefe dos guardas), Chan (chefe das unidades de interrogatório), e Pon (interrogador). Pon foi o homem que interrogou pessoas importantes, como Hu Nim, Pho Chhay, Nay Sarann, Tiv Ol, e Keo Meas.
A unidade de documentação era responsável por transcrever confissões gravadas em fita cassete, datilografar bilhetes  manuscritos de confissões dos presos, preparar resumos de confissões e organizar os arquivos. As unidades de Registro Fotográfico, eram responsáveis por tirarem fotos dos internos no momento de sua chegada, quando morriam na prisão (de causas naturais ou suicídio), e depois de serem executados ou morrerem  em conseqüência das brutais torturas infligidas. Milhares de fotos resistiram ao tempo, mas algumas continuam desaparecidas.
A unidade de defesa era a maior unidade na S-21. os guardas dessa unidade eram, na sua maioria, adolescentes. Muitos guardas consideravam a rígida disciplina da prisão difícil de ser seguida à risca. Não era permitido que os guardas dessa unidade falassem com os prisioneiros, aprendessem seus nomes, ou que os torturassem. Eles eram proibidos também de observar ou espreitar os interrogatórios, e obrigados a seguir uma lista de 30 regras que os proibia de coisas como cochilar, sentar, ou encostar na parede enquanto estavam em serviço. Eles deviam permanecer em estado de vigilância, caminhando pelo presídio, e examinando cada canto minuciosamente. Guardas que cometiam deslizes graves eram presos, levados para “interrogatório” e torturados até a morte. A maioria das pessoas que trabalhavam em Tuol Sleng tinham pavor de cometer erros e serem torturados até a morte.
A unidade de interrogatório era dividida em três grupos distintos: Krom Noyobai ou “Unidade Política”, Krom Kdao ou “Unidade ‘Quente’” e Krom Angkiem ou “Unidadede filtragem”. Nic Dunlop. The Lost Executioner - A Journey into the Heart of the Killing Fields. [S.l.]: Walker & Company, New York. ISBN 0-8027-1472-2 Texto ") " ignorado (ajuda). A “Unidade Fria” não tinha permissao para usar tortura para obter confissões. Se eles não conseguissem uma confissão transferiam o serviço para a Unidade Quente (chamada por alguns de “unidade cruel”). Essa, em contraste, tinha o dever de obter quantas confissões fossem possíveis por meio do uso de tortura. A unidade de filtragem lidava com casos complicados e importantes, geralmente envolvendo membros do partido. Os membros eram jovens instruídos na casa dos 20 anos de idade.
Algumas pessoas que trabalharam no presídio de Tuol Sleng terminaram como prisioneiros. Eles foram acusados de serem negligentes ao preparar documentos, danificarem máquinas ou espancarem prisioneiros até a morte sem permissão enquanto  assistiam em interrogatórios.

### Regulamento de Segurança
quando os internos eram trazidos para Tuol Sleng, eram obrigados a decorar dez regras que deveriam seguir durante seu encarceramento:
1)	Você deve me responder de acordo com as minhas perguntas
2)	Não tente esconder os fatos inventando desculpas ou escusas. Você está expressamente proibido de me contestar.
3)	Não seja tolo ao ponto de tentar atrapalhar a revolução.
4)	Você deve responder imediatamente às minhas ordens, sem perder tempo para refletir.
5)	Não me fale das suas imoralidades ou da essência da revolução.
6)	Enquanto recebe chicotadas ou choques elétricos, você está proibido de gritar.
7)	Não faça nada. Fique quieto e espere por minhas ordens. Se não houver ordens, mantenha-se quieto. Quando houver ordens, cumpra-as imediatamente, sem protestar.
8)	Não faça pretextos sobre Kampuchea Krom com o objetivo de esconder seus segredos ou traições.
9)	Se você não seguir todas as regras citadas acima, você receberá como punição muitas chicotadas de fio elétrico.
10)	Se você desobedecer qualquer ponto dos você receberá dez chicotadas ou cinco choques elétricos.
(nota: o texto apresenta um certo grau de incoerência devido à péssima tradução do khmer para o inglês.)

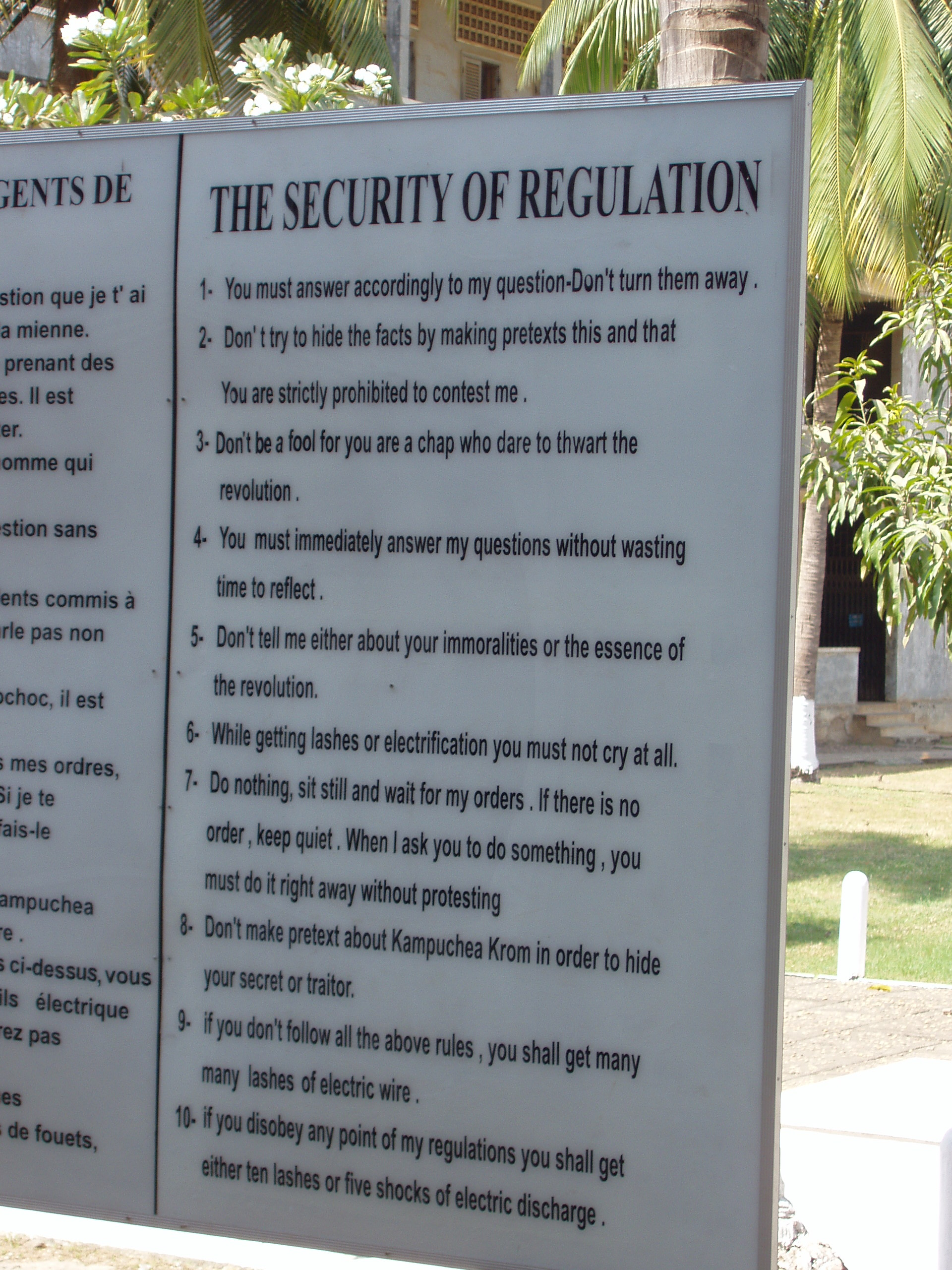
Regulamento de Tuol Sleng

A placa traduzida para o inglês atualmente é exibida no pátio do museu Tuol Sleng.
Durante seu depoimento para o Tribunal do Khmer Rouge, em 27 de abril de 2009, Duch disse que as 10 regras do regulamento de segurança foram uma invenção dos oficiais vietnamitas que organizaram o Museu do Genocídio Tuol Sleng

### A Descoberta de Tuol Sleng
Em 1979, Ho Van Tay, um fotógrafo militar vietnamita, foi a primeira pessoa ligada à imprensa a documentar os horrores de Tuol Sleng para o mundo. Ho e seus colegas seguiram a trilha de cadáveres podres rumo aos portões de Tuol Sleng. As fotos de Ho documentando o que ele viu quanto chegou ao lugar estão exibidas em Tuol Sleng hoje em dia.
O Khmer Vermelho exigia que a equipe da prisão fizesse um dossiê detalhado de todos os prisioneiros. As fotografias estavam incluídas na documentação. Porém, como os negativos foram separados acidentalmente dos dossiês no período de 1979-1980, muitas fotos permanecem anônimas.
Algumas copias dessas fotos estão sendo exibidas também exibidas em uma universidade em Ithaca, Nova Iorque.

## Tuol Sleng hoje
Os pavilhões da S-21 foram preservados como estavam quando o Khmer Rouge foi deposto em 1979. O regime manteve registros detalhados, incluindo centenas de milhares de fotografias. As paredes de  muitas salas agora estão cobertas do chão ao teto com fotografias  em preto-e-branco de cerca de 20,000 internos que por lá passaram.
Outras salas contém apenas uma armação de cama com um estrado de aço enferrujado, sob uma fotografia em preto-e-branco que mostra a maneira exata como os vietnamitas a encontraram. Em cada fotografia, está o corpo mutilado de um prisioneiro, acorrentado à cama, deixado morto por seus captores em fuga. Outras salas também preservaram “anjinhos” bem como outros instrumentos de tortura. Há também pinturas do artista sobrevivente Vann Nath, expostas desde a entrada do regime pós-Khmer Vermelho que mostram pessoas sendo torturadas.

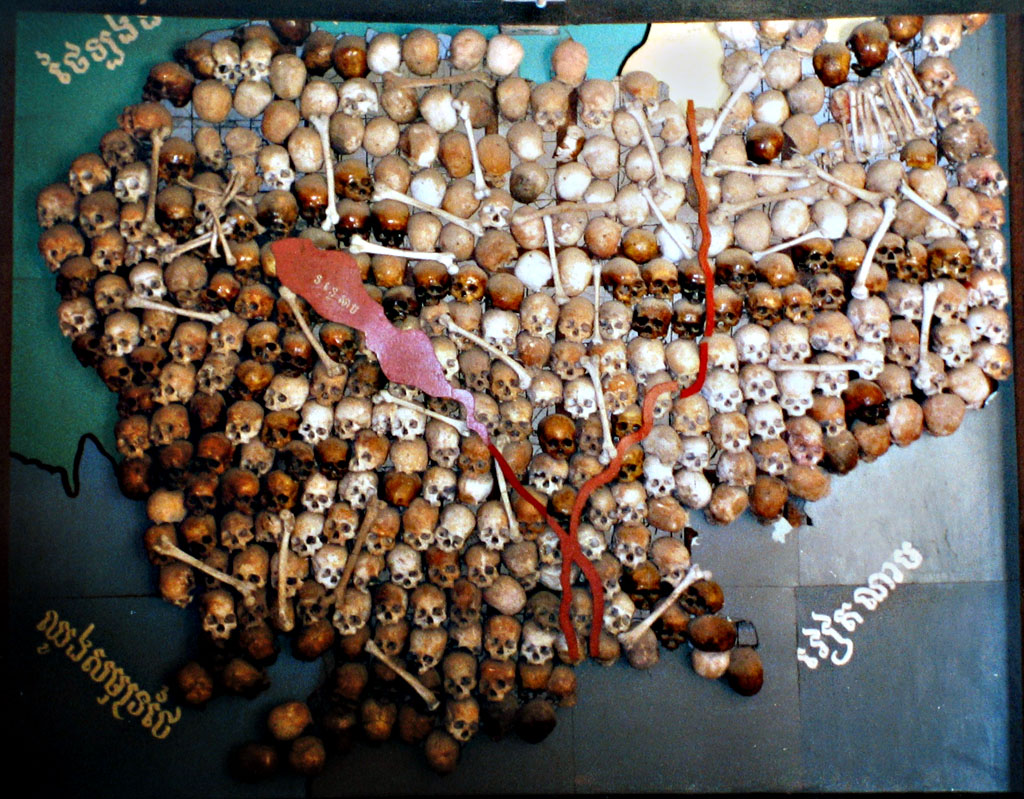
O mapa de ossos humanos (feito com ossos de vítimas do regime de Pol Pot), exibido hoje em dia no Museu Tuol Sleng.

O museu é talvez mais conhecido por seu “Mapa de Ossos”, um enorme mapa do Camboja composto de 300 crânios e mais outros ossos, achados pela ofensiva militar vietnamita durante sua ocupação no Camboja, para lembrar o que aconteceu na prisão. O mapa foi desmantelado em 2002, mas os ossos das vítimas continuam em exibição no museu.
Desde então o Museu Tuol Sleng está aberto à visitação pública, e juntamente com o Memorial Choeung Ek, é considerado um ponto de interesse para aqueles que visitam o Camboja. Apesar das imagens perturbadoras que contém, Tuol Sleng é amplamente visitado por grupos de estudantes cambojanos.
No filme Barakaa(1992)  de Ron Fricke são mostradas algumas imagens de Tuol Sleng.

## Documentário sobre a Prisão S-21
“S-21: The Khmer Rouge Killing Machine” é um documentário  produzido por Rithy Panh, um cineasta nascido no Camboja e formado na França que perdeu sua família inteira quando tinha 11 anos de idade. O filme conta com a participação de 2 sobreviventes de Tuol Sleng: Vann Nath e Chum Mey, frente a frente com seus antigos algozes, incluindo guardas, interrogadores, um médico e um fotógrafo. O foco do filme é a diferença entre os sentimentos dos sobreviventes, que querem apenas entender o que estava acontecendo em Tuol Sleng para alertar gerações futuras; e dos antigos captores, que até hoje não conseguem lidar com o horror gerado pelo genocídio que eles próprios ajudaram a criar.